# Панелли, Анджело
Анджело Панелли (итал. Angelo Panelli, ок. 1887 — ок. 1967) — итальянский фальсификатор почтовых марок, работавший в Сан-Ремо (Италия) в 1920-х — 1930-х годах.
Панелли был тесно связан с другими итальянскими фальсификаторами того времени, в частности с Эразмо Онельей.